# Lednik (priimek)
Lednik je slovenski priimek.
Število prebivalcev in prebivalk Slovenije s priimkom LEDNIK je 188 . 
Ta priimek je po pogostnosti na 2305. mestu.
Statistična regija ali več regij, ki ima največ prebivalcev s priimkom LEDNIK je savinjska (115).

## Seznam znanih nosilcev
- Andreja Kutin Lednik, novinarka
- Gregor Lednik
- Marko Lednik, klarinetist
- Sara Lednik, pevka?
- Štefan Lednik, publicist
- Viktor Lednik, pravnik, predavatelj